# Morti nel 1333
| Questa pagina contiene informazioni ricavate automaticamente dalle voci biografiche con l'ausilio del template Bio e di un bot. L'aggiornamento è periodico e automatico e ricostruisce completamente la pagina. Se manca una persona in questa lista, sei pregato di non aggiungerla, ma accertati piuttosto che la sua voce biografica contenga il template Bio e che i dati anagrafici siano correttamente compilati. Se il template Bio manca, inseriscilo tu stesso o, in alternativa, metti l'avviso {{tmp\|Bio}} che ne segnala la mancanza. Se i dati riportati sono sbagliati, correggi direttamente la voce biografica; le modifiche saranno visibili in questa lista entro pochi giorni. Per chiarimenti vedi il progetto biografie. La lista contiene solo le 25 persone che sono citate nell'enciclopedia e per le quali è stato implementato correttamente il template Bio. Pagina aggiornata al 13 gen 2025. |

- 29 gennaio - Tiberio della Torre, vescovo cattolico italiano
- 7 febbraio - Nikkō, monaco buddista giapponese (n. 1246)
- 21 febbraio - Manuele II di Trebisonda, imperatore bizantino
- 2 marzo - Ladislao I di Polonia, nobile polacco
- 21 marzo - Federico Maggi, vescovo cattolico italiano (n. 1278)
- 12 maggio - Imelda Lambertini, religiosa italiana (n. 1320)
- 23 maggio - Hōjō Takatoki, politico giapponese (n. 1303)
- 5 giugno - Al-Nuwayri, storico e enciclopedista egiziano (n. 1279)
- 6 giugno - William Donn de Burgh, nobile irlandese (n. 1312)
- 18 giugno - Enrico XV di Baviera, nobile tedesco (n. 1312)
- 19 luglio - Archibald Douglas, nobile e militare scozzese
- 28 luglio - Ghigo VIII de la Tour-du-Pin, nobile francese (n. 1309)
- 15 agosto - Bartolomeo da Bologna, missionario e vescovo cattolico italiano
- 25 agosto - Muhammad IV di Granada, sultano (n. 1315)
- 12 ottobre - Simon Mepeham, arcivescovo inglese
- 16 ottobre - Antipapa Niccolò V, religioso e predicatore italiano
- 22 ottobre - Margaret di Clare, nobile britannica (n. 1287)
- Bertrando, arcivescovo cattolico italiano
- Tiso IX da Camposampiero, politico italiano
- Novella D'Andrea, giurista italiana
- Guglielmo di Alnwick, vescovo cattolico, francescano e teologo inglese
- Guidotto de Abbiate, arcivescovo cattolico italiano
- Guido Novello da Polenta, poeta italiano
- Giovanni Quirini, poeta e mercante italiano (n. 1285)
- Rita d'Armenia, imperatrice bizantina (n. 1278)